# Socratea exorrhiza
Socratea exorrhiza (Mart.) H.Wendl. è una palma originaria delle foreste pluviali delle aree tropicali dell'America centrale e meridionale.
Può raggiungere i 25 m di altezza e ha un diametro dello stelo che arriva fino a 16 cm; di norma è alta 15–20 m e ha un diametro di 12 cm. Ha insolite radici aeree, la cui funzione è stata oggetto di dibattito. Su queste piante sono state rinvenute numerose specie epifite. La palma viene impollinata da scarafaggi come il Derelomini o i nitidulidi. Il pecari labiato si nutre dei suoi semi e germogli.